# Armata Comună

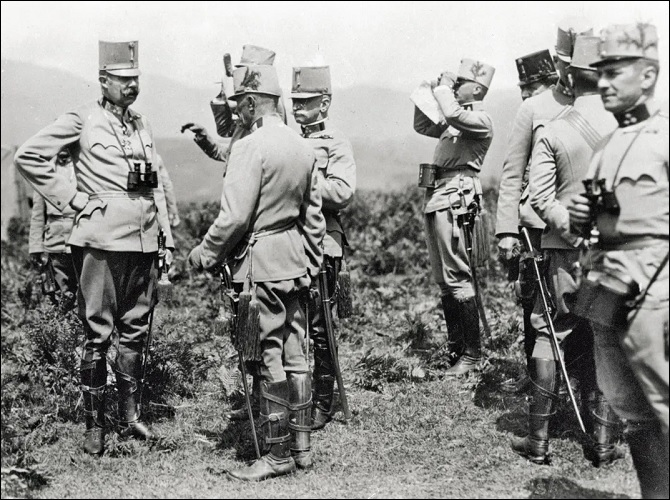
Ofițeri ai statului-major general austro-ungar (cca. 1914)

Armata Comună (în germană Gemeinsame Armee; în maghiară Közös Hadsereg; denumită în mod colocvial în presă și cancelariile militare Armata) a constituit cea mai mare componentă a Forțelor terestre austro-ungare, alături de cele două structuri teritoriale: forțele de apărare cesaro-regești (k.k. Landwehr), respectiv cele regale ungare (m. kir. Honvédség). Armata comună, denumită alternativ și Armata cesară și regală (k.u.k. Heer) reprezenta componenta militară terestră comună celor două entități ale Monarhiei, Marina de Război fiind corespondentul maritim. Acestea erau, în esență, instrumentul formal al Monarhiei pentru operațiuni militare și menținerea , forțele teritoriale având un rol defensiv. 
Fondată în 15 martie 1867 și desființată de facto în 31 octombrie 1918 prin retragerea contingentelor ungare, Armata Comună a fost corpul principal al Puterii armate a noii Duble Monarhii, căreia, pe lângă forțele terestre, îi mai aparținea și marina militară. În timpul Primului Război Mondial, toate forțele armate ale monarhiei, terestre și marine, s-au aflat sub conducerea Înaltulului Comandament al Armatei Austro-Ungare (Armeeoberkommando), întemeiat în 1914.
Armata Comună se număra printre prerogativele împăratului și regelui, care deținea rangul de comandant suprem (Allerhöchsten Oberbefehl). De agenda administrativă a armatei era responsabil Ministerul de război imperial și regal, care îi era subordonat direct monarhului. Monarhul numea și destituia ministrul de război și toți ofițerii. Doar el avea autoritatea legală de a declara război.

## Istorie

### Originea numelui
Până în anul 1889, Armata Comună a purtat, ca înainte de 1867, epitetul k.k. (cesaro-regesc/cezaro-crăiesc, însemnând imperial-regal). Expresia k. u. k. a fost introdusă pentru prima dată (sub forma k.u.k. Gemeinsame Armee) prin legea din 11 aprilie 1889 la dorința expresă a Regatului Ungariei, pentru a face mai clară deosebirea dintre Armata comună imperială și regală pe de o parte și Forțele de apărare cezaro-crăiești (k.k. Landwehr), respectiv Forțele de apărare regale maghiare (k.u. Landwehr) pe de altă parte. (Marina militară folosea mai rar epitetul k.u.k., deoarece era singura formațiune navală maritimă a Austro-Ungariei.)

### Instituție comună
După Compromisul austro-ungar din 15 martie 1867, armata și marina de război nu mai erau instituții ale unui stat unitar, ci ale noii Duble Monarhii, care era compusă din două părți cu drepturi egale: din Imperiul Austriei (Cisleithania) și din Regatul Ungariei (Transleithania) care nu mai era subordonat Imperiului Austriei, ci îi era asociat prin uniune reală.
Împăratul Francisc Iosif – până în acel moment Împărat al Austriei, Rege al Ungariei, Boemiei, Croației, Dalmației și Galiție etc. – a purtat de atunci titlul de Împărat al Austriei și Rege al Ungariei (și-ul a fost introdus pentru a scoate în evidență în mod deosebit esența duală a statului austro-ungar). Comandant suprem era în continuare monarhul, care comunica cu Armata Comună prin intermediul nou înființatei Cancelari militare a Maiestății Sale Împăratul și Regele. Pentru administrarea și pentru prezervarea sistematică a Armatei Comune (și a marinei de război), era responsabil Ministerul de Război Imperial și Regal (numit până în 1911 Ministerul de război al imperiului), iar pentru strategie răspundea comandamentul general afiliat ministerului. Șeful comandamentului general avea dreptul de a raporta direct monarhului.

### Parte principală a forței armate
Legea austriacă din 11 aprilie 1889, prin care se înnoia „Legea apărării” din 1868, revizuită în 1882, (o lege cu același conținut fusese adoptată concomitent în Ungaria), stabilea la § 2:
Forța armată consistă din Armata Comună, din Marina de război, din Forța de apărare (Landwehr) și din Landsturm.
Prin § 14, contingentul anual de recruți pentru Armata Comună și pentru Marina de Război a fost fixat la 103.000 de bărbați, din care 60.389 trebuiau să provină din Regatele și Țările reprezentate în Consiliul Imperial. Spre comparație, contingentul de recruți pentru k.k. Landwehr a cărui misiune era apărarea teritoriilor austriece se ridica la 10.000 de bărbați. Contingentele k. u. k. erau adaptate necesităților la fiecare zece ani prin acorduri politice (și prin legi corespunzătoare) între Cisleithania și Transleithania. Forțele de apărare cezaro-crăiești și Forțele de apărare regale maghiare nu erau subordonate Ministerului de război imperial și regal, ci Ministerului cezaro-crăiesc al apărării, respectiv Ministerului regal maghiar al apărării.

### Finanțare
Pentru toate treburile obștești comune, inclusiv pentru Armata Comună, exista o repartiție a costurilor clar stabilită între cele două jumătăți ale Dublei Monarhii. Începâd cu 1867, Transleithania suporta 30 % din costurile comune ale armatei imperiale și regale. Potrivit negocierilor compromisului, această cotă se ridica la 31,4 % în 1888 și la 36,4 % în 1907. Cheltuielile totale pentru Armata Comună, Marina Imperială și Regală, Forțele de apărare cezaro-crăiești și Forțele de apărare regale maghiare au ajuns în 1912 la aproximativ 670 de milioane de coroane. Această sumă era mai puțin de 3,5 % din venitul național net (Volkseinkommens) comun, iar în 1906 aceste cheltuieli s-au ridicat la doar 2,5 %. În Imperiul Rus, Regatul Italiei și Imperiul German, cheltuielile militare se ridicau în 1912 la aproximativ 5 % din venitul național net. Între marile puteri, Austro-Ungaria a rămas aceea cu cele mai mici cheltuieli pentru forțele sale armate.

### Delăsare și dorință de separare
În lunga perioadă de pace de la sfârșitul secolului 19, armata și marina au fost neglijate din ce în ce mai mult.
Politicienii maghiari cereau mereu o armată maghiară separată.

### Implicare în război
Între 1867 și 1914, forțele terestre austro-ungare au avut o singură experiență de război: campania de ocupație a Bosniei și Herțegovinei în urma acordurilor încheiate în 1878 la Congresul de la Berlin.

## Organizare
Pe lângă Armata Comună mai existau:
- Marina Imperială și Regală

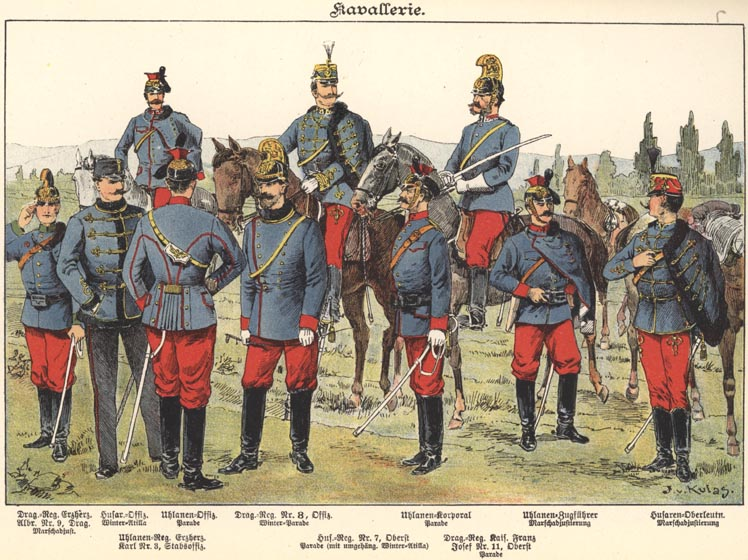
Cavaleria k.u.k. în jurul anului 1900

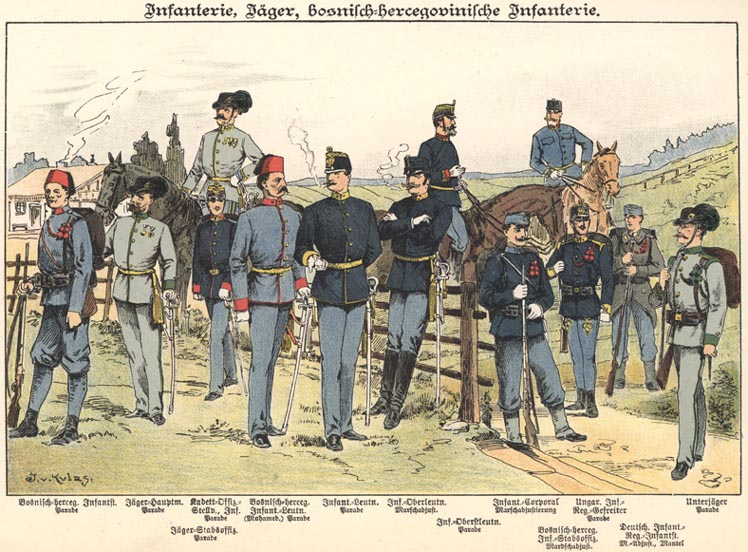
Infanteria k.u.k. în jurul anului 1900

- Forțele de apărare regale maghiare (Király Honvédség sau doar Honvéd) în Transleithania
- Forțele de apărare cezaro-crăiești în Cisleithania

Armata Comună și Marina Militară Imperială și Regală erau administrate din Viena de către Ministerul Imperial de Război (numit din 20 septembrie 1911 Ministerul de Război Imperial și Regal), care îi era subordonat direct Împăratului și Regelui. Ambele forțe de apărare erau administrate de Ministerul Apărării al guvernului cezaro-crăiesc din Viena și de corespondentul său din cadrul guvernului regal maghiar din Budapesta.
În anul 1915 s-a renunțat la toate denumirile onorifice și suplimentare ale regimentelor, care din acel moment ar fi trebuit să fie desemnate doar prin numărul lor. Însă în practică acest lucru nu s-a realizat, pe de o parte pentru că nimeni nu a urmărit aplicarea directivei, iar pe de altă parte pentru că foarte economa administrație a armatei imperiale și regale ordonase ca toate hârtiile, formularele și plicurile deja tipărite cu antet și / sau ștampilate să fie folosite până la epuizarea stocului.

### Recrutare și garnizoane
Spre deosebire de k.k. Landwehr și de Honvéd, Armata Comună și Marina Militară Imperială și Regală (cea mai mare parte a echipajelor marinei militare veneau, totuși, din regiunea din jurul orașului Triest și din restul litoralului austriac - în marină se vorbea majoritar italiana) își recrutau soldații de pe întreg cuprinsul Dublei Monarhii, atât din Cisleithania cât și din Transleithania. Toate trupele care nu erau originare din Regatul Ungariei (inclusiv din Ungaria de Sus, Transilvania și Banat) sau din Regatul Croației și Slavoniei care aparținea tot de Țările Coroanei Maghiare erau numite „regimente nemțești“, indiferent de faptul că erau formate din polonezi, din croați sau din tirolezi vorbitori de italiană, iar toate celelalte erau numite „regimente ungurești“. Regimentele „nemțești“ și „ungurești“ se diferențiau prin uniformă; însă denumirea nu spunea nimic despre limba sau limbile folosite în regiment (vezi Limbi mai jos).
- 57 de regimente de infanterie erau „regimente nemțești“
- 45 de regimente de infanterie erau „regimente ungurești“.
- 4 regimente de infanterie (Infanteria bosniacă) aveau un statut aparte atât prin uniformă, cât și prin regulile de limbă.
- Batalioanele de vânători, care aparțineau de infanterie, erau organizate după același sistem.
- Artileria, pionierii, logistica și cavaleria erau grupate de asemenea majoritar în funcție de particularități regionale, însă numelor acestor unități le lipseau adăugirile menționate mai sus.
- În cavalerie, toți husarii erau originari din Țările Coroanei Sfântului Ștefan (și aveau ca limbi materne maghiara, româna, slovaca, croata și germana), ulanii erau din Galiția (și aveau ca limbi materne poloneza și ucraineana), dragonii erau toți din țările austriece ale coroanei și din Boemia și Moravia (având ca limbi materne ceha și germana).

„Puterea armată“ (Armata Comună, Marina Militară k. u. k., k.k. Landwehr, Honvéd) era în subordinea Împăratului și Regelui în calitatea lui de „comandant suprem“. Acest titlu nu a avut decât o însemnătate formală după nefericita experiență a lui Francisc Iosif din 1859 la conducerea trupelor în Italia, deoarece, după acel moment, monarhul s-a retras de la conducerea activă a trupelor, iar comanda supremă efectivă era deținută de Ministerul Imperial și Regal de Război în vremuri de pace și de înaltul comandant al armatei, Arhiducele Friedrich, respectiv de șeful statului major, generalul Franz Conrad von Hötzendorf, în timpul Primului Război Mondial. În 2 decembrie 1916, Împăratul și Regele Carol I a reluat asupra sa comanda supremă. Francisc Iosif nu și-a vizitat mai niciodată trupele, însă, în cursul călătoriilor sale prin Dubla Monarhie, lua contactul cu regimentele încartiruite și participa la manevrele imperiale chiar și la bătrânețe; în plus, în Austro-Ungaria se arăta exclusiv în uniformă de mareșal pentru a-și dovedi solidaritatea cu soldații. Ajuns pe tron în mijlocul războiului la vârsta de 30 de ani, Carol I și-a luat în serios rolul de comandant suprem și a vizitat neobosit frontul și trupele.
O particularitate a Armatei Comune constă în faptul că trupele își schimbau des locul de staționare. Batalioanele unor acelorași regimente erau mutate după o foarte scurtă perioadă în locații diferite. (În 1910, doar trei regimente de infanterie ale Armatei Comune erau staționate integral în aceeași garnizoană: regimentul de infanterie nr. 14 în Linz, regimentul de infanterie nr. 30 în Liov și regimentul de infanterie nr. 41 în Cernăuți.) În acest fel, nu se putea construi nici un fel de relație între regiment și anumite locuri și populația băștinașă (spre deosebire, de exemplu, de Imperiul German, unde anumite unități erau sprijinite să rămână în același loc). Soldații strămutați își făceau adesea stagiul militar în celălalt capăt al Dublei Monarhii, strategie prin care se dorea evitarea fraternizării cu populația în caz de tulburări sociale.
Dislocarea și fragmentarea trupelor era însă și rezultatul lipsei cazărmilor. Lipsa era atât de mare, încât uneori chiar și unele companii trebuiau să fie despărțite de batalionul lor și adăpostite separat. După ce în anii premergători Primului Război Mondial s-au făcut mari eforturi în privința construcției de noi cazărmi și a reabilitări celor existente, practica dislocării trupelor a putut fi restrânsă în mod semnificativ.

### Armament

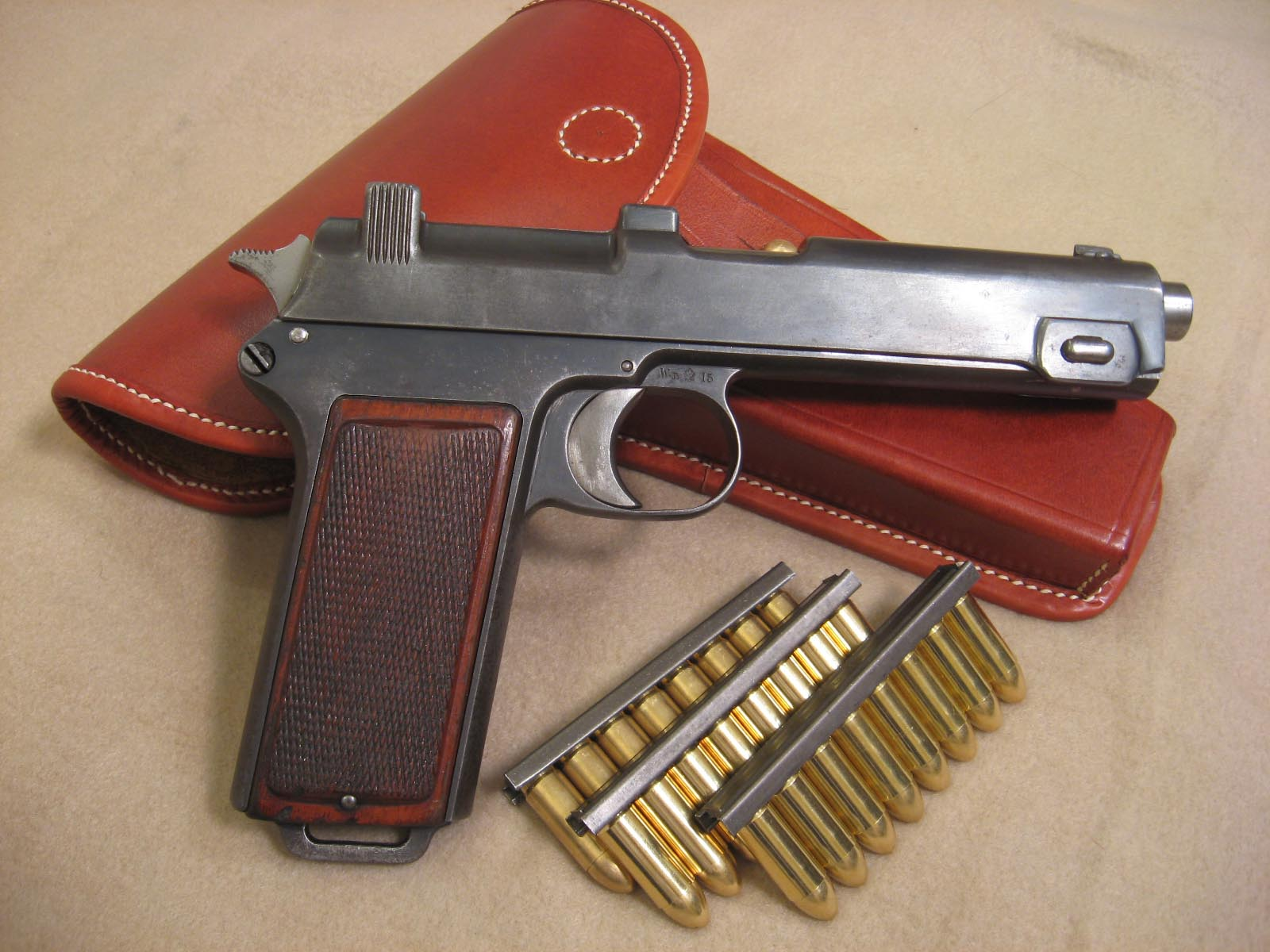
Steyr M1912

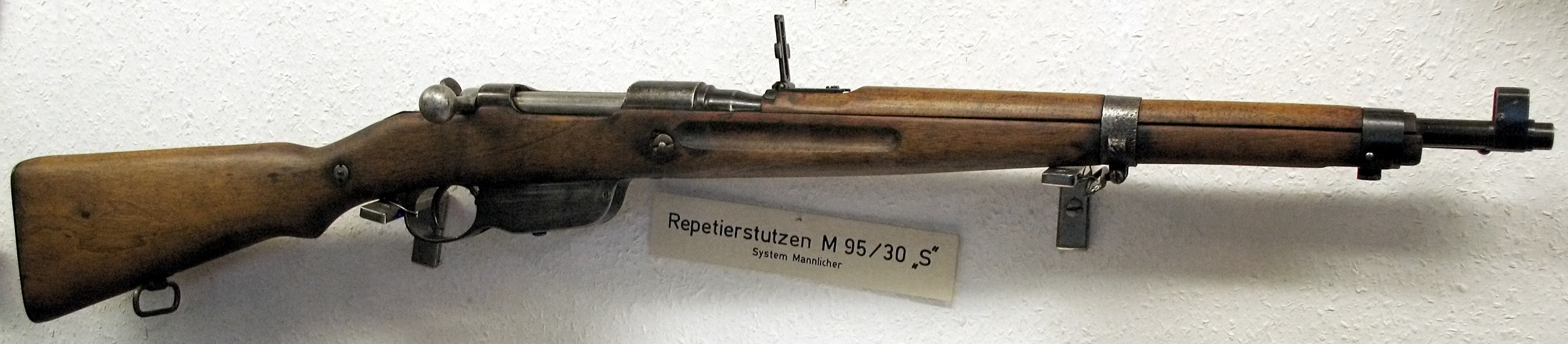
Steyr Mannlicher M1895/30

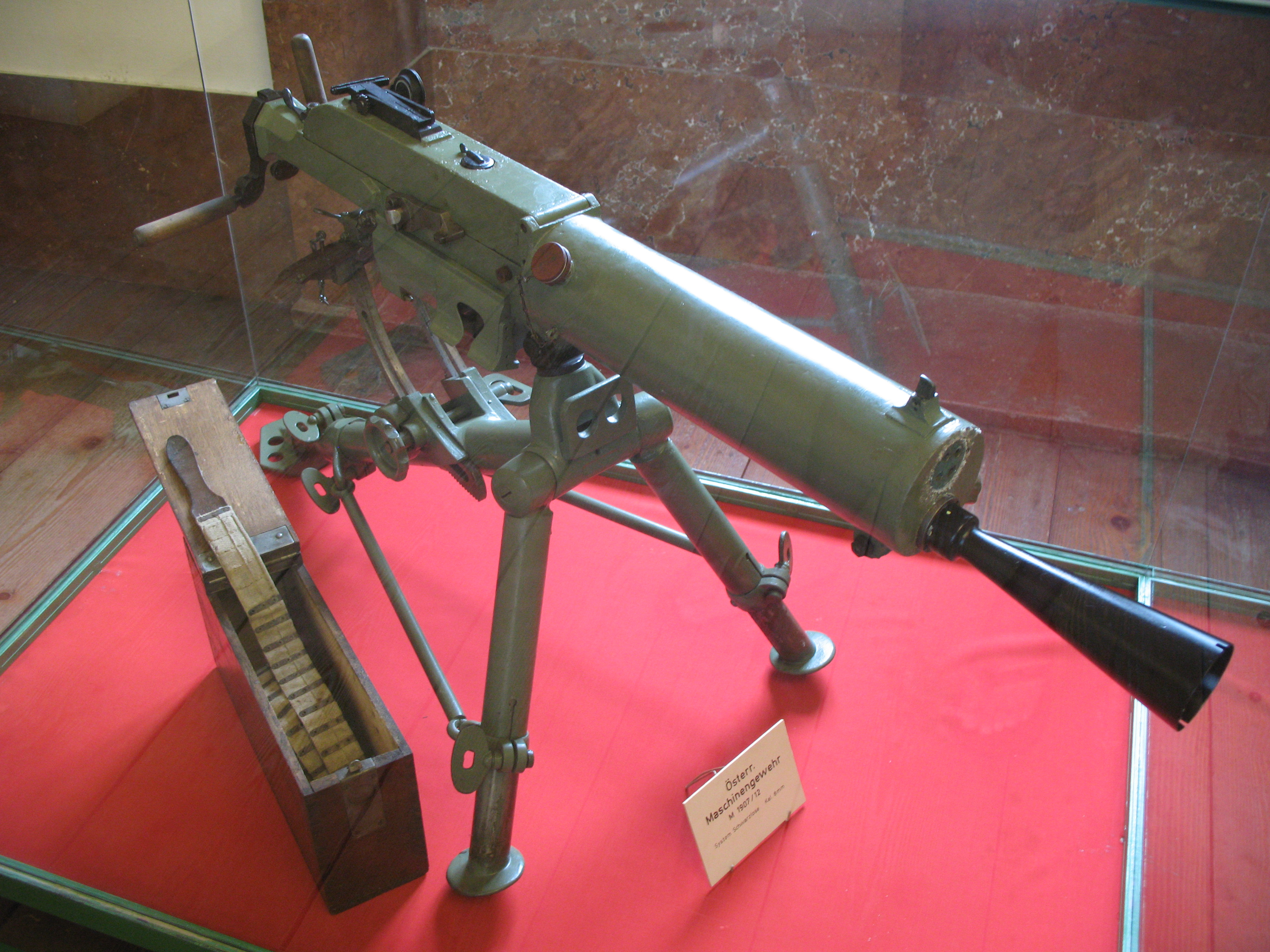
Schwarzlose MG M.07/12

## Steaguri militare
Armata Comună a Austro-Ungariei purta doar două tipuri de steaguri militare.
- Regimentele și batalioanele purtau un steag alb, dreptunghiular, pe al cărui avers se găsea vulturul imperial cezaro-crăiesc cu stemele tuturor regatelor și țărilor monarhiei, iar pe revers era o imagine a imaculatei Fecioare Maria într-o aură de raze, încununată cu douăsprezece stele.
- Regimentele de infanterie nr. 2, 4, 39, 41 și 57 purtau un steag dreptunghiular ale cărui ambe fețe erau colorate în galben imperial și erau decorate cu stema imperială.

Ambele tipuri de steaguri erau decorate pe trei laturi cu o bordură brodată, largă de 12 cm, reprezentând flăcări triunghiulare perfect simetrice, în următoarele culori succesive: roșu, alb, negru, galben. Când steagul era purtat în paradă, i se adăuga în vârf un buchet de frunze de stejar care trebuia să aibă o înălțime de circa 13 cm. Steagurile erau de mătase și aveau dimensiunea de 132 × 176 cm.
Steagurile erau alcătuite din două bucăți cusute laolaltă, ceea ce înseamnă că reversul steagului galben nu era imaginea în oglindă a aversului. 

Steagul de trupă al „Armatei Comune“ în alb (avers)
Steagul de trupă al „Armatei Comune“ în alb (revers)
Steagul de trupă al „Armatei Comune“ în galben (fața și dosul erau la fel)

## Conscripție
Introducerea conscripției generale prin decretul imperial din decembrie 1866 s-a lovit de opoziția contelui Andrássy, ministrul-prezident desemnat al Ungariei, reforma fiind amânată până în 1868, când a fost instituit serviciul militar obligatoriu pentru toți cetățenii masculi ai Monarhiei. 

## Jurământ

### Prezența pe timp de pace în iulie 1914
Infanterie:

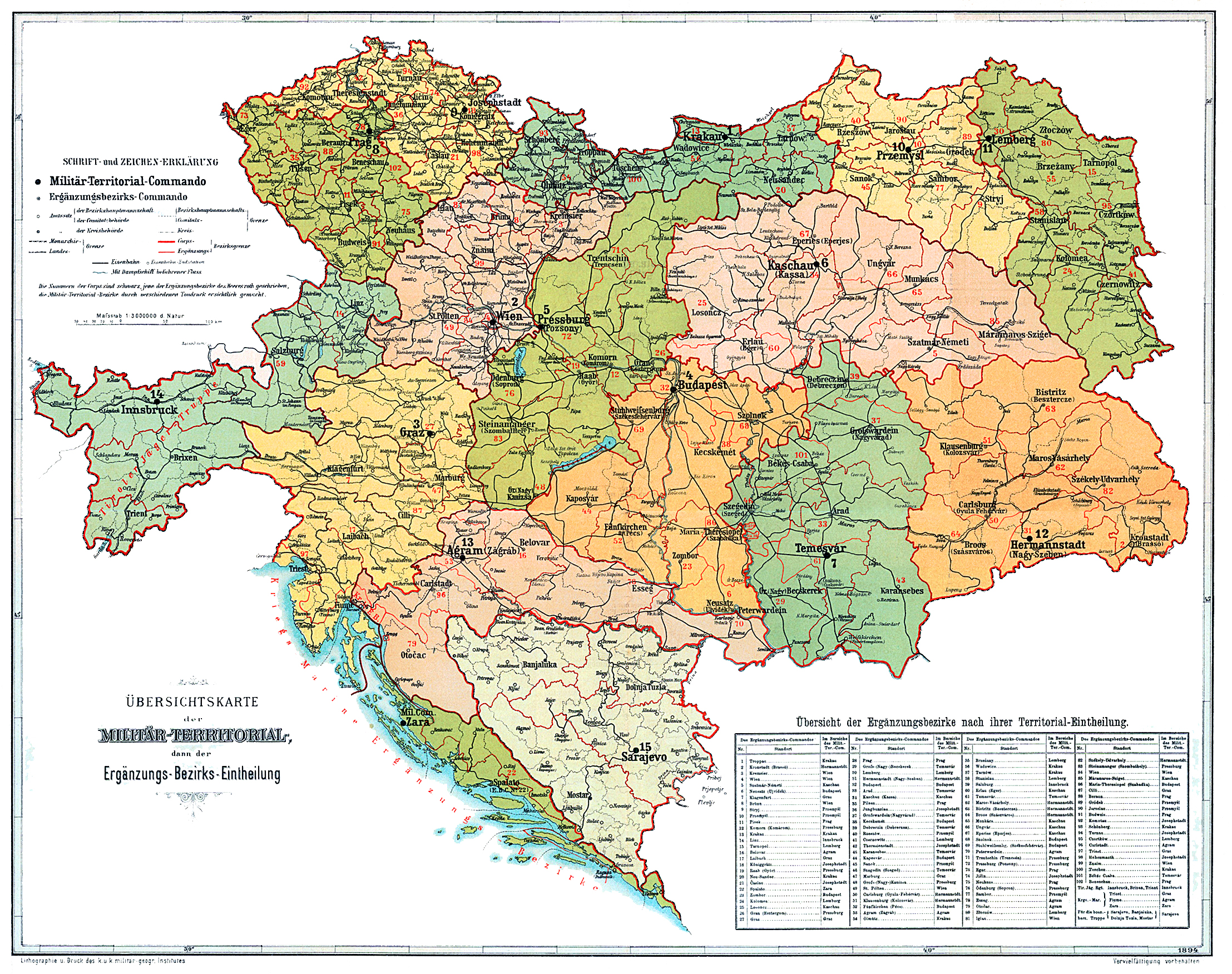
Regiuni militare ale Armatei comune în Austro-Ungaria

- 102 de regimente de infanterie a câte patru batalioane fiecare
- 4 regimente de infanterie a câte trei batalioane recrutate în Bosnia și Herțgovina
- 4 regimente de vânători tirolezi a câte patru batalioane fiecare
- 32 de batalioane de vânători de câmp și 1 batalion de vânători de câmp din Bosnia și Herțgovina

Cavalerie:
- 15 regimente de Dragoni imperiali și regali
- 16 regimente de Husari imperiali și regali
- 11 regimente de Ulani imperiali și regali.

Diferența dintre cavaleria grea (ulani) și ușoară (husari, dragoni) mai exista doar la nivelul uniformelor și a denumirilor care se dădeau pe criterii ce țineau strict de tradiție.
Artilerie:
- 42 de regimente de artilerie de câmp
- 14 regimente de obuziere de câmp
- 11 divizii de artilerie călare
- 14 divizii de obuziere grele
- 11 regimente de artilerie de munte
- 6 regimente de artilerie de fortăreață și 8 (mai târziu 10) batalioane independente de artilerie de fortăreață

Logistică:
- 16 divizii de logistică[8]

Trupe tehnice:
- 14 batalioane de geniști imperiali și regali
- 9 batalioane de pionieri
- 1 batalion de poduri
- 1 regiment de geniu feroviar
- 1 regiment de comunicații telegrafice

Întăririle în caz de mobilizare precum și pierderile în acțiune erau înlocuite prin batalioane de marș. Ca în armata germană, sistemul regimentelor de rezervă nu exista.

### Limbi

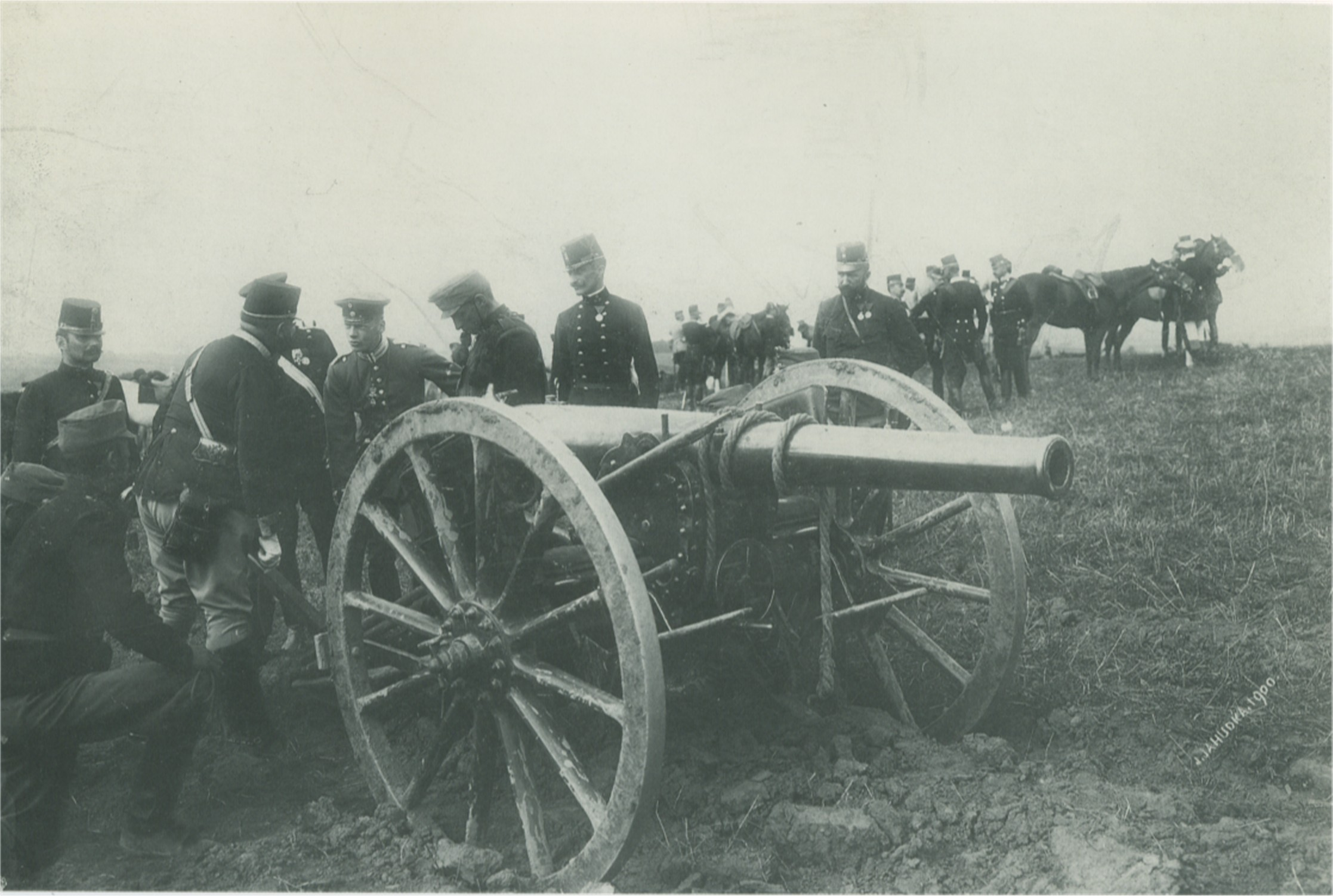
Artileria de câmp imperială și regală în jurul anului 1900

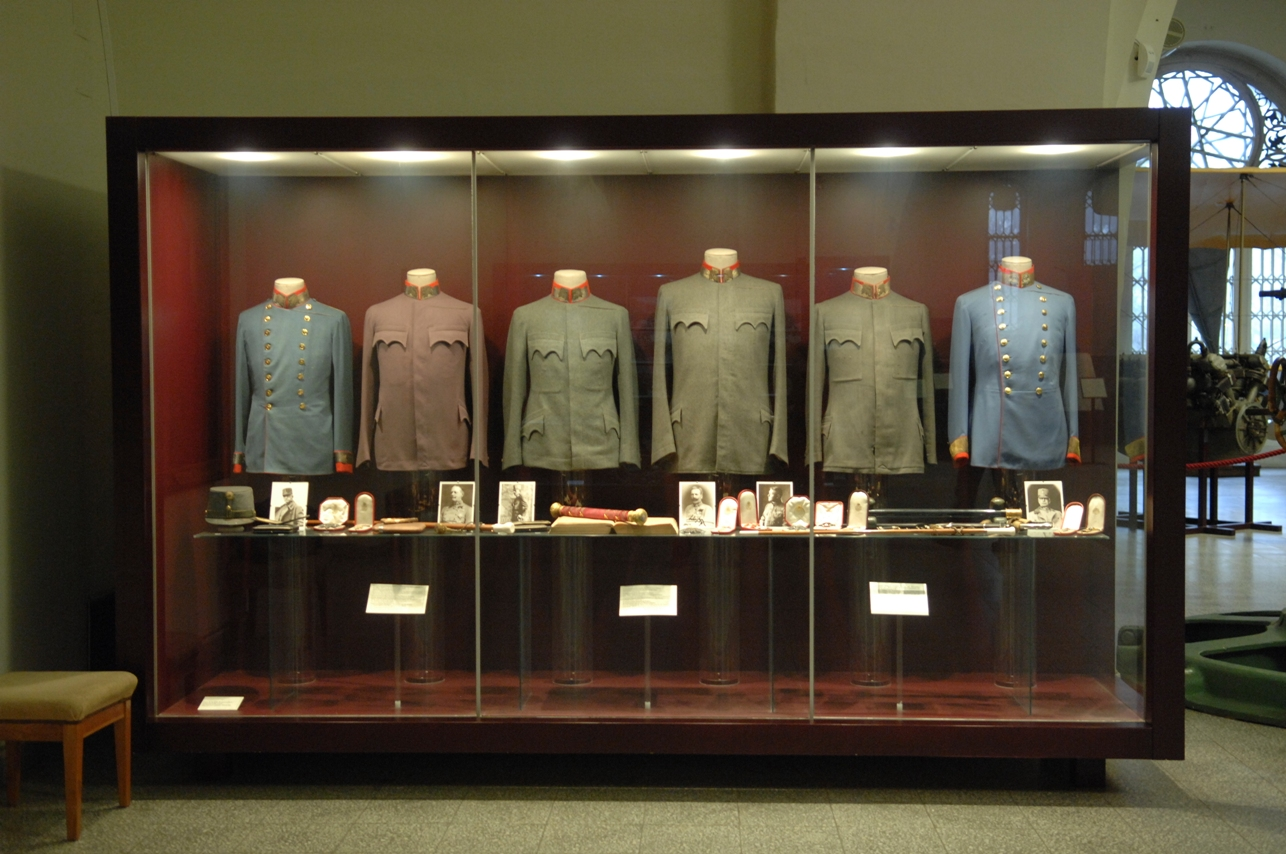
Uniforme ale Armatei comune în Muzeul de istorie militară din Viena

În statul multinațional al monarhiei imperiale și regale, germana era stabilită ca limbă de comandă comună. Fiecare soldat trebuia să stăpânească cele aproximativ 100 de ordine relevante, care erau necesare pentru menținerea serviciului. Doar o mică parte din efectivul armatei vorbea exclusiv germana; în marina de război, echipajele vorbeau preponderent italiana.
Limba de serviciu era folosită pentru comunicarea interdepartamentală. În Armata Comună și în k.k. Landwehr se folosea germana, iar trupele de Honvéd foloseau maghiara. 
Limba regimentului era folosită pentru înțelegerea interpersonală în cadrul regimentului. Era limba vorbită de majoritatea efectivului. În cazul în care efectivul era format dintr-o grupare de 27 % germani, 33 % cehi și 37 % polonezi, cum era cazul regimentului de infanterie nr. 100 din Cracovia, atunci erau trei limbi de regiment. Fiecare ofițer trebuia să învețe limba regimentului în mai puțin de trei ani. În total, în Armata Comună a monarhiei imperiale și regale erau recunoscute oficial unsprezece limbi.

## Ordine și decorații (exemple)

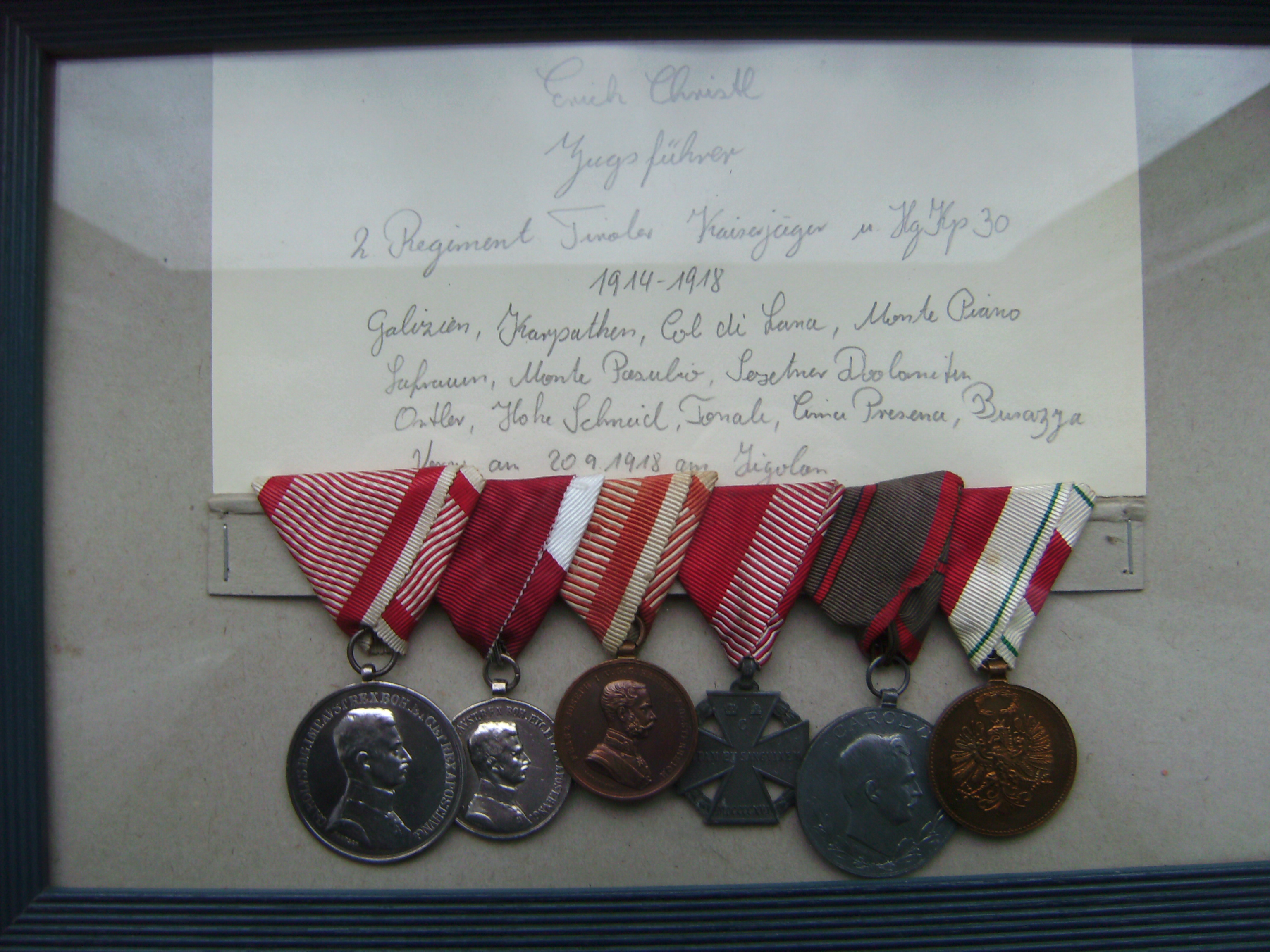
Medalii ale Regimentului 2 de vânători tirolezi